# Wapen van Alphen-Chaam

Het wapen van de gemeente Alphen-Chaam

Het wapen van Alphen-Chaam is het wapen van de Noord-Brabantse gemeente Alphen-Chaam. De gemeente Alphen-Chaam is op 1 januari 1997 gesticht en het wapen werd op 6 maart 1998 per Koninklijk Besluit no. 98.001216 aan de gemeente toegekend.

## Geschiedenis
Het wapen van Alphen-Chaam bestaat uit elementen van de wapens van Chaam en Alphen en Riel, wel zijn de kleuren aangepast aan de historisch correcte kleuren groen en zilver. Alphen en Chaam zijn de twee belangrijkste plaatsen in de gemeente.
Uit het wapen van Chaam zijn afkomstig: de kam, de kroon en de twee schildhouders. Uit het wapen van Alphen en Riel zijn de twee bergen afkomstig. Alle elementen grijpen terug op de geschiedenis van het gebied, de bergen (alpen) zijn sprekend dit geldt ook voor de kam van Chaam (uitspraak: Kaam). De kleuren zijn afkomstig van het historische wapen van Alphen en Riel, dat voor de toekenning in 1817 oorspronkelijk zilver op groen was.

## Blazoen
De beschrijving van het wapen luidt als volgt:
In sinopel 2 alpen en een kam, geplaatst twee en een, alles van zilver. Het schild gedekt met een gouden kroon van acht parels waarop drie parels, en gehouden door twee vogels van zilver.
Het schild is groen van kleur met in de bovenste helft twee zilveren bergen, in de onderste helft een zilveren kam. De kroon bestaat niet uit fleurons maar uit parels: acht parels op de punten, op elk van de twee buitenste parels een parel en op de twee middelste parels samen ook een. Als schildhouders twee zilveren vogels.

## Verwante wapens
Het wapen van Alphen-Chaam is samengesteld uit elementen van onderstaande wapens:

Het wapen van Alphen en Riel (de twee bergen)
Het wapen van Chaam (kam, kroon en schildhouders)

Deze wapens zijn door de gemeenteraad vastgesteld als dorpswapens voor de plaatsen Alphen resp. Chaam.

## Dorpswapens
Op 7 augustus 2012 heeft de gemeenteraad de dorpswapens van Bavel en Ulvenhout vastgesteld, nadat deze in 1996 door de toenmalige gemeente Nieuw-Ginneken en in 2011 door de gemeente Breda, waaronder beide dorpen deels vallen, eveneens zijn vastgesteld. Al eerder waren de dorpswapens van de plaatsen Alphen, Chaam en Ginneken vastgesteld.

Wapen van Bavel
Wapen van Ginneken
Wapen van Ulvenhout